# 도령로
도령로는 대한민국 제주특별자치도 제주시 노형동 1296번지 12호와 연동 2496번지를 잇는 지방도 제1132호선과 제1139호선의 구간별 도로명이다.

## 주요 건물
| 건물명                    | 도로명주소                      |
| ------------------------- | ------------------------------- |
| 제주서부경찰서 노형지구대 | 제주특별자치도 제주시 도령로 8  |
| 제주관광대학 교육관       | 제주특별자치도 제주시 도령로 15 |
| 국민건강보험 제주지사     | 제주특별자치도 제주시 도령로 24 |
| 남녕고등학교              | 제주특별자치도 제주시 도령로 55 |
| 제주한라병원              | 제주특별자치도 제주시 도령로 65 |
| 제주일보                  | 제주특별자치도 제주시 도령로 81 |